# Eos Airlines
Eos Airlines, Inc. — колишня американська авіакомпанія зі штаб-квартирою в Пурчейз (штат Нью-Йорк), що базується в аеропорту імені Джона Кеннеді, Нью-Йорк.
26 квітня 2008 року Eos Airlines на своєму вебсайті оголосила про наміри провести процедуру банкрутства і що вона припинить пасажирські перевезення по 27 квітня того ж року.

## Флот

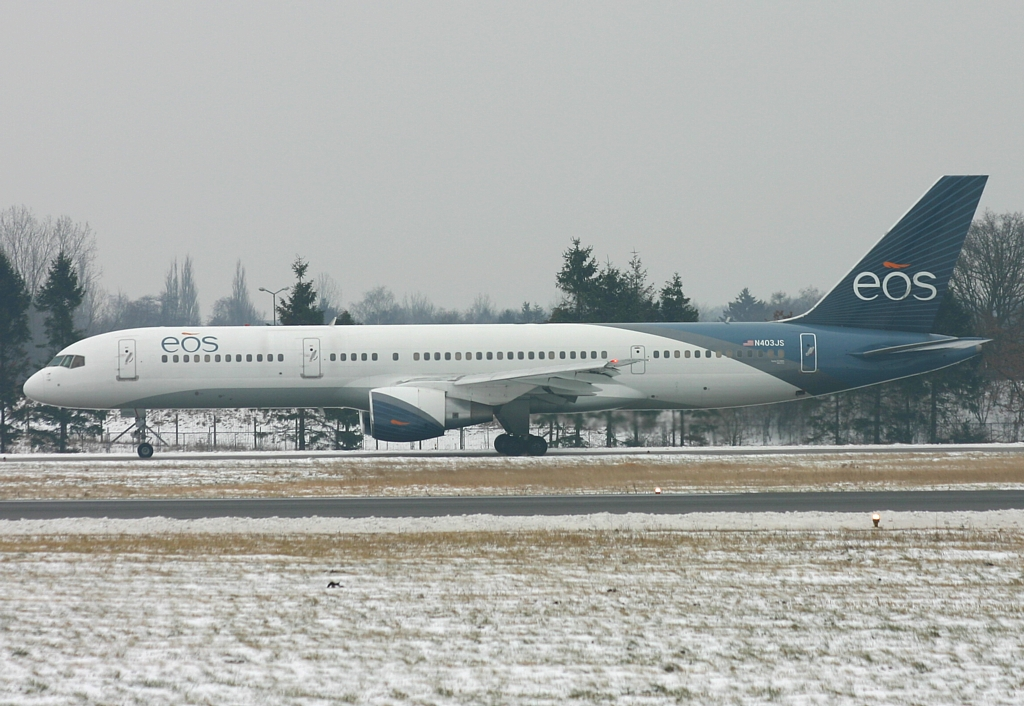
Boeing 757-200 в Гамбурзі

Флот авіакомпанії Eos Airlines складався з таких літаків (квітень 2008 року):
- 6 Boeing 757-200

Середній вік літаків становив 12,7 років.
Після припинення діяльності перевізника, чотири з шести літаків перейшли в російську чартерну авіакомпанії Nordwind Airlines.